# Ókori görög színház

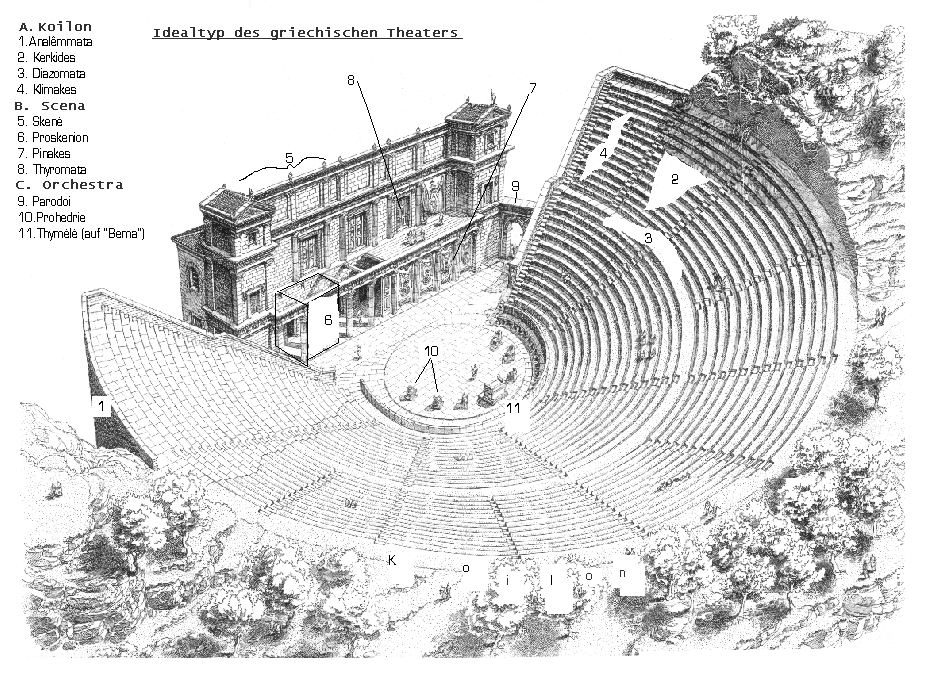
Az ókori görög színház felépítése

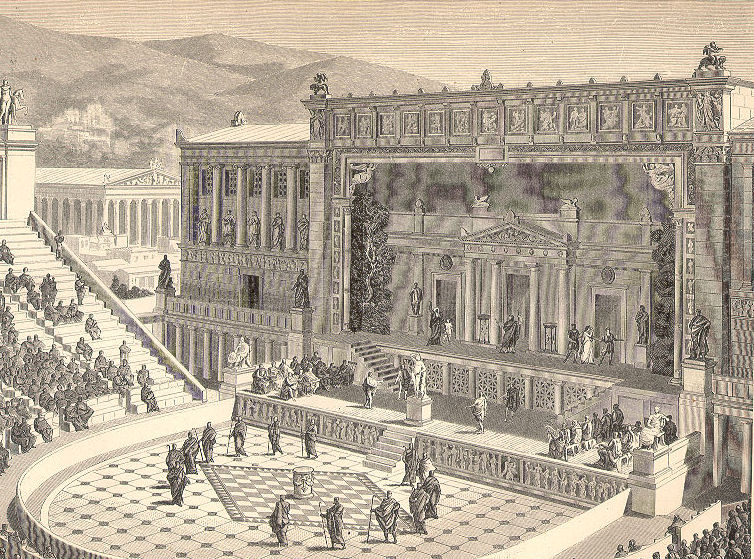
Dionüszosz színháza
forrás: Joseph Kürschner (editor): „Pierers Konversationslexikon”, 1891

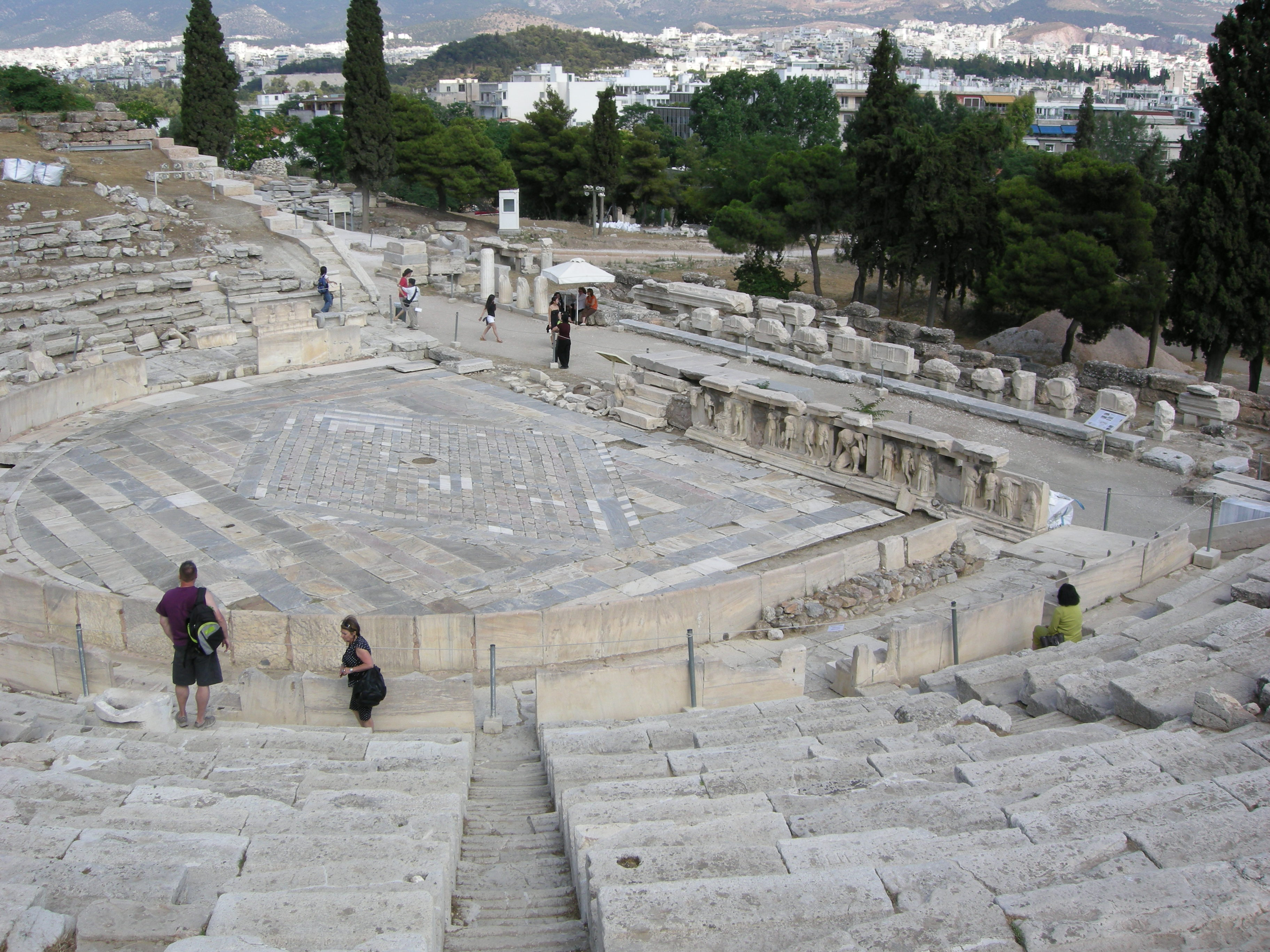
Dionüszosz színházának maradványai

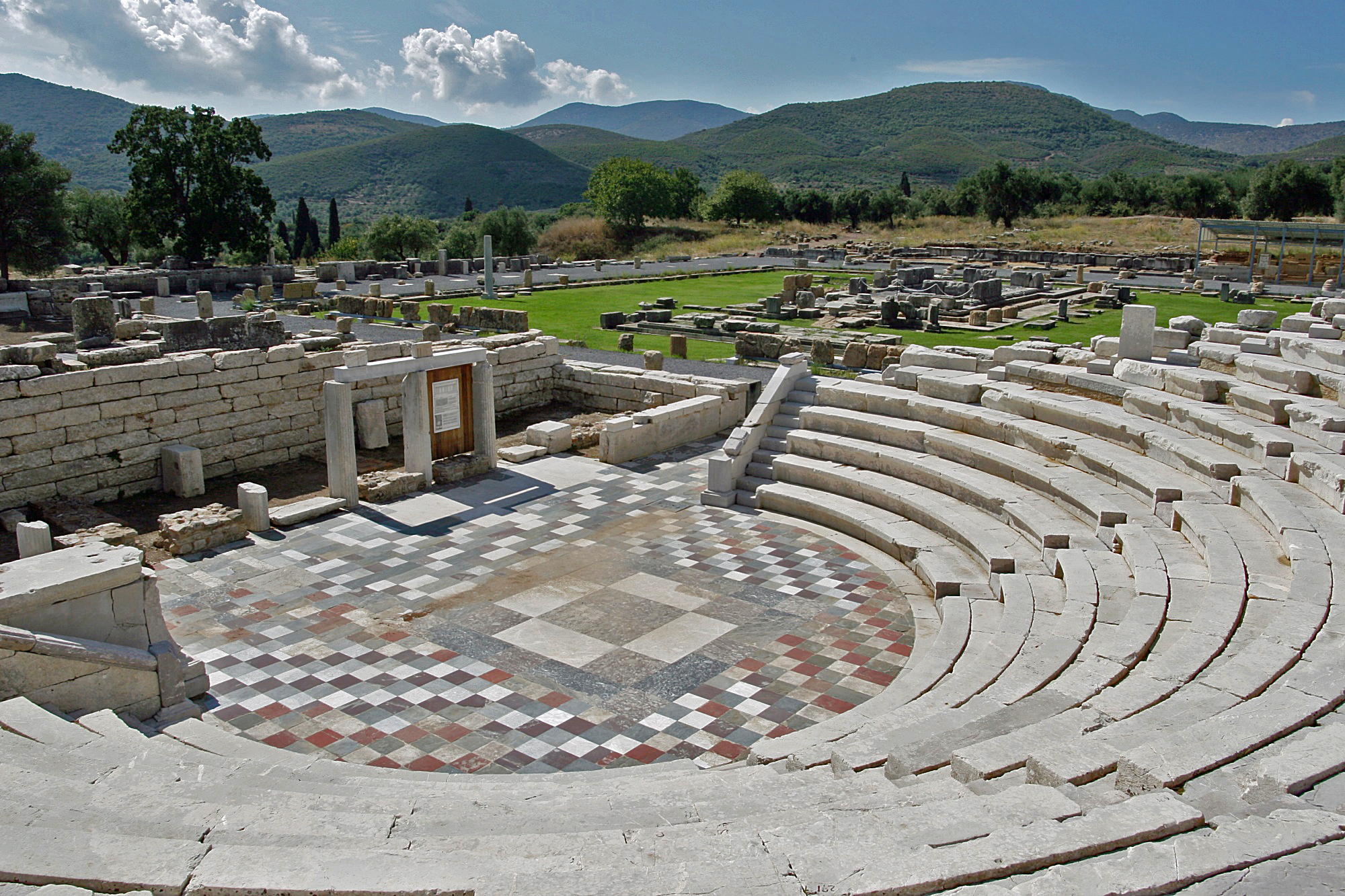

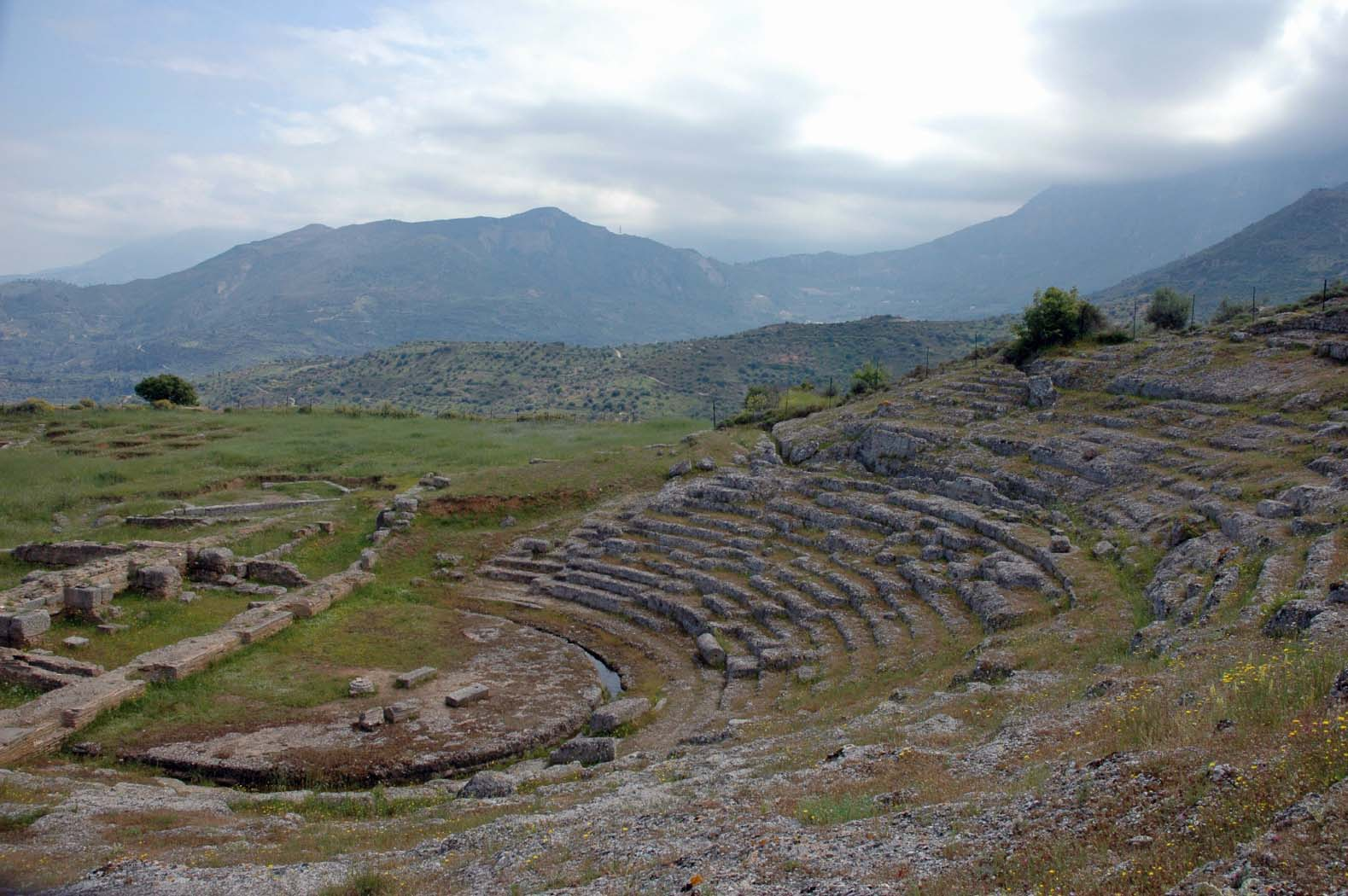

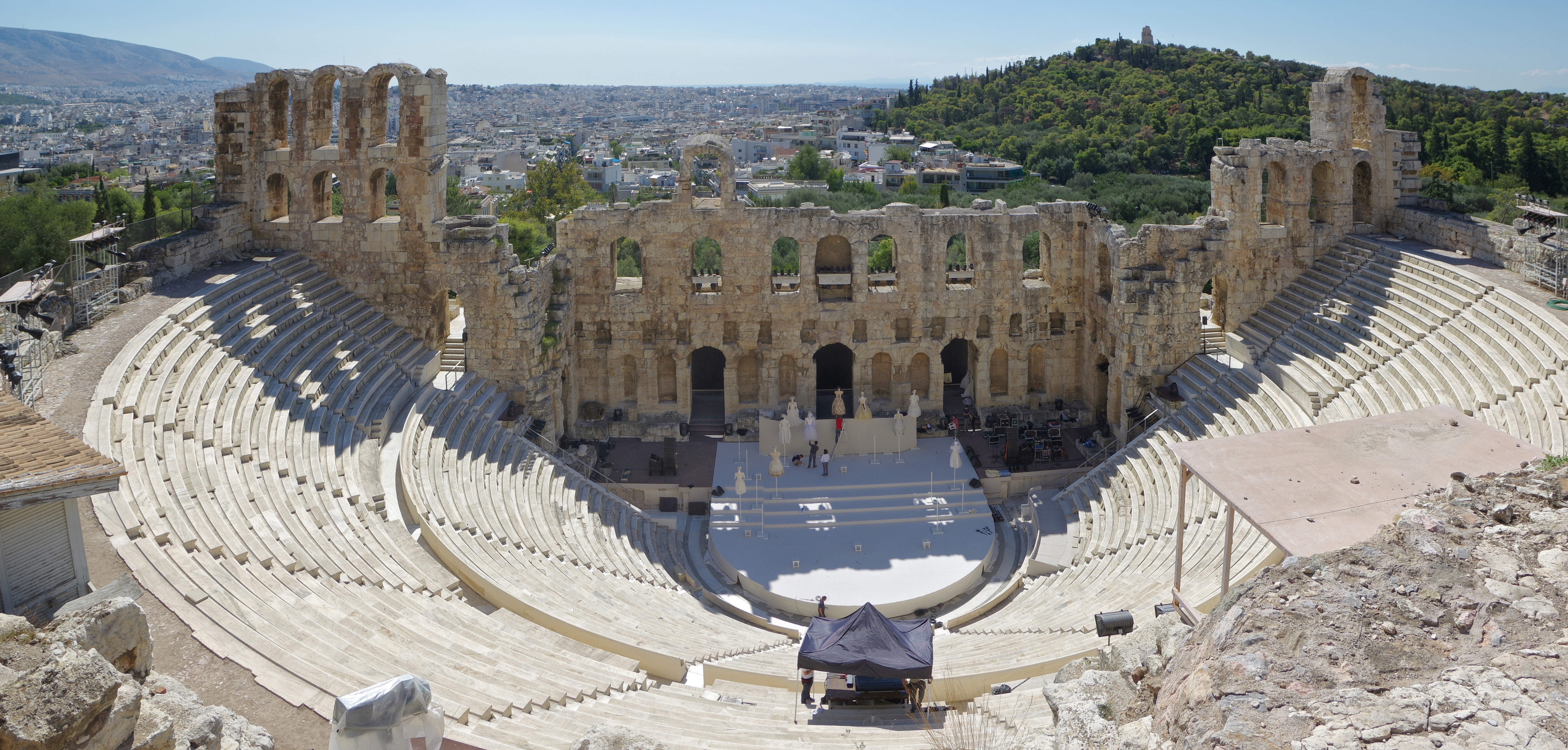

Az ókori görög színház három főbb részből állt: orkhésztra, theatron, szkéné. A felépítés érdekessége, hogy ezek a részek különböző korszakokban alakultak ki, így végleges formáját csak a hellenisztikus korban nyerte el.
A klasszikus korban az orkhésztrán léptek fel a színészek és a kar is a szkénothéké és a szkéné előtt . A hellenisztikus korra a színjáték átkerült a proszkénionra, és az orkhésztrán csak a lírai karok, szólisták szerepeltek.

## Felépítése

### Orkhésztra
Az  orkhésztra a görög archaikus korszakban alakult ki. Eredetileg kör alakú letaposott talajú tánchely volt, amelyet rendszerint egy domb oldalánál, vagy lábánál helyeztek el. Elsősorban azért hozták létre, hogy Dionüszosz tiszteletére táncokat illetve karénekeket adjanak elő. A tereptől függően körülállták az orkhésztrát és így figyelték az előadást.
Drámai előadásokat először Athén városában adtak elő a későbbi Dionüszosz-színház helyén. Az orkhésztrára vezető út neve paradosz volt. Az orkhésztra déli részénél – út mellett – építették fel az úgynevezett szkénothékét fából, amelyben a szükséges felszereléseket tárolták, és emellett előadások háttere is volt. Amikor a szkénothéké már nem felelt meg az előadások követelményeinek, akkor alakult ki a szkéné.

### Szkéné
A szkéné egy ideiglenes, évente felújított, fából készült raktárépület, illetve háttér volt, amelyet a szkénothéké elé építettek. Az i. e. 5. századtól már kőből készült emeletes előrenyúló szárnyakkal rendelkezik, amelyeket paraszkénionoknak neveztek.

#### Proszkénion
A hellenisztikus korban kialakult, földszintes oszlopos előépítmény az emeletes szkénothéké és a szkéné előtt. Ezen folyt a színjátszás, a mögötte álló főépület homlokzatán levő nagy nyílások, az úgynevezett thürómák segítségével.

### Theatron
A theatron nézőteret jelent. Kezdetben fából készült, ácsolt ülőhelyek voltak, később kőlapokkal borított vagy sziklába vésett, lépcsőzetes ülőhelyeket alakítottak ki. A theatron félkörnél nagyobb, patkó alakban volt kialakítva az orkhésztra körül.

### Thümelé
Az isteneket játszó szereplők általában a szkéné lapos tetején kaptak helyet, ahova egy emelőszerkezet segítségével jutottak fel. Innen származik a deus ex machina (jelentése: isten a gépből) nevű eposzi kellék.

## Kellékek

### Maszkok
Mivel nők nem lehettek színészek, férfiak vagy kisfiúk játszották el a női szerepeket is. Minden szereplő maszkot viselt, amelyen a szereplő érzelmi állapotának megfelelő arc volt látható, hiszen ha ki is lettek volna sminkelve, a hátsó sorokban nem látszódott volna az arc.

### Kothornosz
A színészek által viselt magas talpú lábbeli, amely szintén a láthatóságot segítette.